# Pseudocyon
Lo pseudocione (gen. Pseudocyon) è un mammifero carnivoro estinto, appartenente agli anficionidi. Visse nel Miocene inferiore-medio (circa 17 - 12 milioni di anni fa), e i suoi resti fossili sono stati ritrovati in Europa, in Asia e in Nordamerica. 

## Descrizione
L'aspetto di questo animale doveva essere vagamente simile a quello di un orso di corporatura snella e dotato di una lunga coda. Pseudocyon era un carnivoro di grandi dimensioni, che solitamente poteva raggiungere i 130 chilogrammi di peso. La dentatura di Pseudocyon, dotata di molari stretti e taglienti, indica che questo animale era particolarmente adatto a cibarsi di carne. Tra le varie specie, le maggiori specializzazioni ottenute in questo senso furono quelle di P. caucasicus, che aveva del tutto perso i premolari anteriori e aveva sviluppato carnassiali stretti e particolarmente affilati. Tutte le altre specie di Pseudocyon, in ogni caso, mostrano una notevole riduzione dei premolari. Il quarto premolare inferiore, inoltre, possedeva cuspidi accessorie anteriori e posteriori, una caratteristica che distingueva Pseudocyon dall'assai simile Ischyrocyon, dotato di cuspidi solo nella parte posteriore. 

## Classificazione
Il genere Pseudocyon venne descritto per la prima volta da Lartet nel 1851, sulla base di fossili ritrovati nel giacimento miocenico di Sansan (Francia). La specie tipo, P. sansaniensis, è quella con la più ampia distribuzione geografica, dal momento che è stata rinvenuta anche in Caucaso. Altre specie attribuite a questo genere, oltre alla già citata P. caucasicus, sono P. styriacus, P. intermedius e P. steinheimensis della Germania, quest'ultima a volte attribuita al genere Cynelos. Altri fossili attribuiti a Pseudocyon sono stati ritrovati in Nordamerica. 
Pseudocyon è un tipico rappresentante degli anficionidi, i cosiddetti "cani-orso" che ebbero una notevole diffusione tra Oligocene e Miocene. Tra questi, Pseudocyon mostra chiare tendenze ipercarnivore (denotate in particolare dal tipo di usura "verticale" dei denti), che lo avvicinano ad altre forme come Thaumastocyon.